# Kosmos 1443

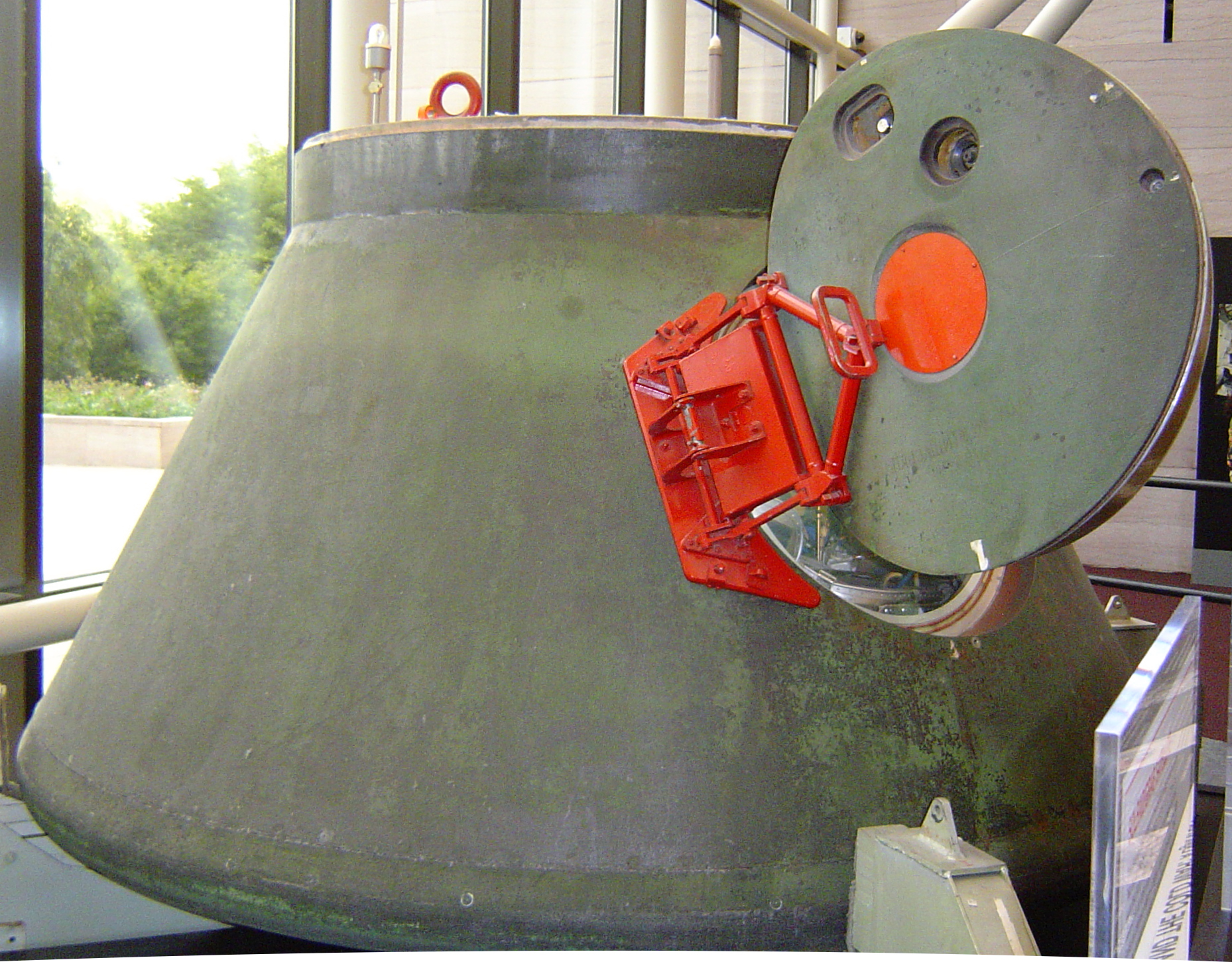
Kapsuła powrotna statku Kosmos 1443

Kosmos 1443 – trzeci start radzieckiego bezzałogowego statku kosmicznego TKS-3 z zadaniem połączenia się ze stacją kosmiczną Salut 7.

## Przebieg misji
2 marca 1983 roku z kosmodromu Bajkonur w Kazachstanie za pomocą rakiety Proton K statek został wprowadzony na początkową orbitę o parametrach: perygeum – 191 km, apogeum – 259 km, czasie obiegu – 88,94 min i nachyleniu orbity – 51,64°. 10 marca 1983 roku pojazd połączył się z Salutem 7. Na pokładzie znajdowały się materiały zaopatrzeniowe dla kolejnych stałych i czasowych załóg stacji orbitalnej. W czasie automatycznego dokowania stacja nie miała żadnej załogi. Masa dostarczonego sprzętu i paliwa wynosiła około trzech ton. Załoga Sojuza T-9 (Władimir Lachow oraz Aleksandr Aleksandrow) po dotarciu na Saluta 7 przepompowała paliwo oraz w dniach 1 i 3 listopada 1983 zamontowała przywiezione na pokładzie Kosmosa 1443 baterie słoneczne na powierzchni bazy satelitarnej, co umożliwiło zwiększenie zaopatrzenia w energię urządzeń pokładowych.
Kosmos 1443 został odłączony od zespołu orbitalnego Salut 7 i Sojuz T-9 w dniu 14 sierpnia 1983 roku i skierowany w stronę Ziemi. Moduł orbitalny spłonął nad zachodnią częścią Oceanu Spokojnego 19 września 1983 roku, natomiast kapsuła załadowana około 250 kg filmów, oraz innych niepotrzebnych już na orbicie  materiałów 23 sierpnia 1983 roku wylądowała oddzielnie na spadochronie na terenie ZSRR.